# Susanne Hierl
Susanne Hierl (* 29. September 1973 in Eichstätt) ist eine deutsche Politikerin (CSU) und seit 2021 Mitglied des Deutschen Bundestages.

## Leben und Beruf
1973 wurde Hierl in Eichstätt geboren und wuchs in Postbauer-Heng auf. Nach ihrem Abitur 1992 am Ostendorfer-Gymnasium Neumarkt in der Oberpfalz studierte sie Rechtswissenschaften an der Universität Regensburg, welches sie 1996 mit ihrem ersten juristischen Staatsexamen abschloss. Von 1997 bis 1999 machte sie ihr Referendariat in Nürnberg und San Francisco. 1999 erhielt sie ihr zweites juristisches Staatsexamen. Seit 2000 arbeitet sie als Rechtsanwältin bei der Firma Rödl & Partner. Seit 2016 ist sie Fachanwältin für Steuerrecht. 2004 zog sie mit ihrer Familie nach Berg um.

## Politische Tätigkeiten
Hierl trat 2007 in die CSU ein und ist zudem Mitglied der Frauen-Union der CSU. Seit 2008 ist sie Gemeinderätin der Gemeinde Berg. Bei der Landtagswahl in Bayern 2008 war sie Listenkandidatin der CSU. Von 2009 bis 2019 war sie stellvertretende Kreisvorsitzende der CSU Neumarkt. Seit 2009 ist sie Beisitzerin im Bezirksvorstand des CSU-Bezirksverband Oberpfalz. Bei der Landtagswahl in Bayern 2013 war sie erneut Listenkandidatin ihrer Partei. Von 2014 bis 2020 war sie stellvertretende Bürgermeisterin der Gemeinde Berg. Seit 2014 ist sie Kreisrätin im Landkreis Neumarkt. Seit 2017 ist sie Ortsvorsitzende der CSU Berg und seit 2019 Kreisvorsitzende der CSU Neumarkt. Seit 2020 ist sie stellvertretende Landrätin im Landkreis Neumarkt i.d.OPf.

### Mitgliedschaft im Deutschen Bundestag
Bei der Bundestagswahl 2021 gewann sie mit 40,3 % der Erststimmen das Direktmandat im Bundestagswahlkreis Amberg und zog damit in den 20. Deutschen Bundestag ein. Zudem stand sie auf Listenposition 20 ihrer Partei. Sie ist ordentliches Mitglied im Rechtsausschuss des Deutschen Bundestages. Zudem ist Hierl stellvertretendes Mitglied im Finanzausschuss sowie im Ausschuss für wirtschaftliche Zusammenarbeit und Entwicklung des Deutschen Bundestages und der Enquete-Kommission Lehren aus Afghanistan für das künftige vernetzte Engagement Deutschlands. Seit 27. Januar 2022 ist sie stellvertretende Vorsitzende der CSU-Landesgruppe im Deutschen Bundestag.
Bei der Bundestagswahl 2025 erreichte sie 44,5 Prozent der Erststimmen im Bundestagswahlkreis Amberg und wurde direkt in den 21. Deutschen Bundestag gewählt. Sie ist dort ordentliches Mitglied im Ausschuss für Recht und Verbraucherschutz sowie stellvertretendes Mitglied im Ausschuss für wirtschaftliche Zusammenarbeit und Entwicklung.

## Mitgliedschaften
Hierl ist Mitglied bei der Freiwilligen Feuerwehr Berg, beim Obst- und Gartenbauverein Berg, beim DJK Berg, bei Kolping Berg und beim Katholischen Deutschen Frauenbund.

## Privates
Sie ist verheiratet und Mutter von zwei Kindern.